# Бенедиктус, Эдуард
Эдуард Бенедиктус (фр. Édouard Bénédictus; 29 июня 1878, X округ Парижа — 28 января 1930, XVI округ Парижа) — французский художник, композитор, писатель и учёный — изобретатель небьющегося стекла.

## Биография
Родился в 1878 году.
Свою деятельность начал в 1897 году в качестве переплётчика, затем занимался дизайном фурнитуры для мебели, автор статьи на эту тему в журнале L’Art décoratif в 1912 году.
Бенедиктус широко известен изобретением небьющегося стекла. В 1903 году, нечаянно уронив колбу, заполненную нитроцеллюлозой, он обратил внимание, что стекло треснуло, но не разлетелось на части. Поняв, в чём дело, и проведя последующие опыты, Бенедиктус в 1909 году получил патент на защитное стекло.
В 1911 году он создал предприятие Société du Verre Triplex, которое изготавливало по его патенту первые лобовые стёкла («триплекс») для автомобилей, чтобы уменьшить количество жертв автомобильных аварий. Для этой цели использовался лист целлулоида, скрепленный между двумя стёклами. Производство такого стекла было медленным и кропотливым, что делало его достаточно дорогим. Интересно, что многослойное стекло широко использовалось для окуляров противогазов во время Первой мировой войны.
Также Бенедиктус занимался музыкой, был знаком с французскими композиторами Морисом Равелем и Морисом Делажем.
Умер в 1930 году.